# Stanisław Pieniążek z Witowic
Stanisław Pieniążek z Witowic herbu Jelita (zm. w 1493 roku) – starosta sanocki (1474-1493), dowódca wojsk koronnych z przysługującym tej funkcji uposażeniem na żupach solnych krakowskich. 
W roku 1488 od króla polskiego Kazimierza IV, po śmierci hetmana Feliksa Paniewskiego, kasztelana lwowskiego, otrzymał buławę hetmańską.

## Rodzina
Był synem Mikołaja Pieniążka, z Witowic, starosty sanockiego i podkomorzego krakowskiego, oraz Zofii herbu Grzymała, kasztelanki międzyrzeckiej, córki Stanisława Potulickiego, pana na Pniewach i Złotowie. 
Miał dwóch braci: Jakuba, od 1493 wojskiego i starosty sanockiego, dziedzica Jaćmierza, Zarszyna, męża Anny Zarszynskiej, oraz Jana Pieniążka (zm. 1490), archidiakona krakowskiego, o którym pisał Jan Długosz.